# Италија на Европском првенству у атлетици на отвореном 2014.
Италија је учествовало на Европском првенству у атлетици на отвореном 2014. одржаном у Цириху од 12. до 17. августа. Репрезентацију Италије представљало је 81 спортиста (48 мушкараца и 33 жене) који су се такмичили у 40 дисциплина (21 мушких и 19 женских).
На овом првенству Италија је била девета по броју освојених медаља са 3 медаље, 2 златне и 1 сребрном. Поред тога остварена су четири најбоља национална резултата сезоне, оборена су седам лична рекорда и остварено је девет најбољих личних резултата сезоне. У табели успешности према броју и пласману такмичара који су учествовали у финалним такмичењима (првих 8 такмичара) Италија је са 21 учесником у финалу заузело 9. место са 71 бодом.
| Пл. | Земља   | 1. место | 2. место | 3. место | 4. место | 5. место | 6. место | 7. место | 8. место | Бр. фин. | Бодови |
| --- | ------- | -------- | -------- | -------- | -------- | -------- | -------- | -------- | -------- | -------- | ------ |
| 9.  | Италија | 2-16     | 1-7      | -        | 1-5      | 5-20     | 2-6      | 7-14     | 3−3      | 22       | 71     |

## Учесници
| Мушкарци: - Фабио Черути — 100 м, 4 х 100 м - Делмас Обоу — 100 м, 4 х 100 м - Енрико Демонте — 200 м - Дијего Марани — 200 м, 4 х 100 м - Eseosa Desalu — 200 м, 4 х 100 м - Давид Ре — 400 м, 4 х 400 м - Матео Галван — 400 м, 4 х 400 м - Лоренцо Валентини — 400 м, 4 х 400 м - Ђордано Бенедети — 800 м - Sheik Ali Mohad Abdikadar — 1.500 м - Soufiane El Kabbouri — 1.500 м - Marouan Razine — 5.000 м - Данијеле Меучи — 10.000 м, Маратон - Стефано ла Роса — 10.000 м - Andrea Lalli — Маратон - Микеле Паламини — Маратон - Liberato Pellecchia — Маратон - Руђеро Пертиле — Маратон - Доменико Рикати — Маратон - Лоренцо Перини — 110 м препоне - Паоло дал Молин — 110 м препоне - Хасан Фофана — 110 м препоне - Leonardo Capotosti — 400 м препоне - Патрик Насти — 3.000 м препреке - Јури Флоријани — 3.000 м препреке - Federico Raguni — 4 х 100 м - Jacques Riparelli — 4 х 100 м - Michele Tricca — 4 х 400 м - Isalbet Juarez — 4 х 400 м - Roberto Severi — 4 х 400 м - Матео Ђупони — 20 км ходање - Ђорђо Рубино — 20 км ходање - Масимо Стано — 20 км ходање - Теодорико Капоразо — 50 км ходање - Марко да Лука — 50 км ходање - Jean-Jacques Nkouloukidi — 50 км ходање - Ђанмарко Тамбери — Скок увис - Марко Фасиноти — Скок увис - Ђузепе Ђибилиско — Скок мотком - Стефано Тремиљоци — Скок удаљ - Емануеле Катанија — Скок удаљ - Фабрицио Донато — Троскок - Данијеле Греко — Троскок - Фабрицио Скембри — Троскок - Hannes Kirchler — Бацање диска - Ђовани Фалочи — Бацање диска - Никола Вицони — Бацање кладива - Norbert Bonvecchio — Бацање копља | Жене: - Одри Ало — 100 м, 4 х 100 м - Ирене Сирагуза — 100 м, 200 м, 4 х 100 м - Марција Каравели — 200 м, 100 м препоне, 4 х 100 м - Мартина Амидеји — 200 м, 4 х 100 м - Кјара Бацони — 400 м, 4 х 400 м - Либанија Гренот — 400 м, 4 х 400 м - Енрика Марија Спача — 400 м, 4 х 400 м - Федерика Дел Буоно — 800 м, 1.500 м - Марта Милани — 800 м - Маргерита Мањани — 1.500 м - Ђулија Виола — 5.000 м - Розарија Конзоле — Маратон - Nadia Ejjafini — Маратон - Ана Инчерти — Маратон - Ема Кваља — Маратон - Валерија Странео — Маратон - Дебора Тониоло — Маратон - Yadisleidy Pedroso — 400 м препоне - Валерија Рофино — 3.000 м препреке - Мартина Ђованети — 4 х 100 м - Johanelis Herrera Abreu — 4 х 100 м - Марија Бенедикта Кигболу — 4 х 400 м - Елена Бонфанти — 4 х 400 м - Федерика Куријаци — 20 км ходање - Елеонора Ана Ђорђи — 20 км ходање - Антонела Палмизано — 20 км ходање - Алесија Трост — Скок увис - Сонија Малавизи — Скок мотком - Роберта Бруни — Скок мотком - Танија Винченцино — Скок удаљ - Дарија Деркач — Троскок - Кјара Роза — Бацање кугле - Валентина Анибали — Бацање диска |  |

## Освајачи медаља (3)

### Злато (2)
| - Данијеле Меучи — Маратон | - Либанија Гренот — 400 м |

### Сребро (1)
- Валерија Странео — Маратон

## Резултати

### Мушкарци
| Атлетичар                 | Дисциплина       | Лични рекорд | Квалификације     | Квалификације     | Полуфинале            | Полуфинале           | Финале                | Финале       | Детаљи |
| Атлетичар                 | Дисциплина       | Лични рекорд | Резултат          | Место             | Резултат              | Место                | Резултат              | Место        | Детаљи |
| ------------------------- | ---------------- | ------------ | ----------------- | ----------------- | --------------------- | -------------------- | --------------------- | ------------ | ------ |
| Фабио Черути              | 100 м            | 10,13        | 10,40 КВ          | 4. у гр. 2        | 10,36                 | 5. у гр. 1           | Нису се квалификовали | 11 / 36 (37) |        |
| Делмас Обоу               | 100 м            | 10,27        | 10,32 КВ, ЛРС     | 4. у гр. 5        | 10,41                 | 6. у гр. 3           | Нису се квалификовали | 17 / 36 (37) |        |
| Енрико Демонте            | 200 м            | 20,45        | 20,90             | 6. у гр. 1        | Није се квалификовао  | Није се квалификовао | Није се квалификовао  | 19 / 31 (32) |        |
| Дијего Марани             | 200 м            | 20,47        | 20,65 КВ          | 3. у гр. 3        | 20,36 КВ, ЛР          | 3. у гр. 1           | 20,43                 | 5 / 31 (32)  |        |
| Eseosa Desalu             | 200 м            | 20,78        | 20,55 КВ, ЛР      | 2. у гр. 4        | 20,73                 | 7. у гр. 2           | Није се квалификовао  | 12 / 31 (32) |        |
| Давид Ре                  | 400 м            | 46,00        | 46,34             | 6. у гр. 3        | Није се квалификовао  | Није се квалификовао | Није се квалификовао  | 25 / 40      |        |
| Матео Галван              | 400 м            | 45,35        | 46,64 КВ          | 1. у гр. 4        | 46,32                 | 2. у гр. 3           | Није се квалификовао  | 17 / 40      |        |
| Лоренцо Валентини         | 400 м            | 46,47        | 46,61             | 6. у гр. 5        | Није се квалификовао  | Није се квалификовао | Није се квалификовао  | 28 / 40      |        |
| Ђордано Бенедети          | 800 м            | 1:44,67      | 1:48,29 кв        | 4. у гр. 3        | 1:48,58               | 7. у гр. 1           | Није се квалификовао  | 13 / 34      |        |
| Sheik Ali Mohad Abdikadar | 1.500 м          | 3:39,43      | 3:46,07           | 10. у гр. 1       |                       |                      | Није се квалификовао  | 24 / 31 (32) |        |
| Soufiane El Kabbouri      | 1.500 м          | 3:39,17      | 4:02,76 кв        | 14. у гр. 2       | 3:51,98               | 9 / 31 (32)          |                       |              |        |
| Marouan Razine            | 5.000 м          | 13:28,08     |                   |                   |                       |                      | 14:16,46              | 14 / 16      |        |
| Стефано ла Роса           | 10.000 м         | 27:53,65     | 28:49,99          | 8 / 24            |                       |                      |                       |              |        |
| Данијеле Меучи            | 10.000 м         | 27:32,86     | 28:19,79          | 6 / 24            |                       |                      |                       |              |        |
| Данијеле Меучи            | Маратон          | 2:12:03      | 2:11:08 ЛР        |                   |                       |                      |                       |              |        |
| Andrea Lalli              | Маратон          | 2:14:26      | Није завршио трку | Није завршио трку |                       |                      |                       |              |        |
| Микеле Паламини           | Маратон          | 2:17:03      | 2:21:32           | 32 / 50 (72)      |                       |                      |                       |              |        |
| Liberato Pellecchia       | Маратон          | 2:14:28      | Није завршио трку | Није завршио трку |                       |                      |                       |              |        |
| Руђеро Пертиле            | Маратон          | 2:09:53      | 2:14:18           | 7 / 50 (72)       |                       |                      |                       |              |        |
| Доменико Рикати           | Маратон          | 2:15:07      | Није завршио трку | Није завршио трку |                       |                      |                       |              |        |
| Лоренцо Перини            | 110 м препоне    | 13,70        | 13,77             | 6. у гр. 1        | Није се квалификовао  | Није се квалификовао | Није се квалификовао  | 22 / 30 (32) |        |
| Паоло дал Молин           | 110 м препоне    | 13,21        | 13,54 кв          | 4. у гр. 2        | 13,72                 | 8. у гр. 1           | Није се квалификовао  | 16 / 30 (32) |        |
| Хасан Фофана              | 110 м препоне    | 13,60        | 13,55 ЛР          | 5. у гр. 4        | Није се квалификовао  | Није се квалификовао | Није се квалификовао  | 17 / 30 (32) |        |
| Leonardo Capotosti        | 400 м препоне    | 50,06        | 50,45 КВ          | 4. у гр. 3        | 50,21                 | 5. у гр. 1           | Није се квалификовао  | 15 / 36      |        |
| Патрик Насти              | 3.000 м препреке | 8:28,12      | 8:46,80           | 11. у гр. 1       |                       |                      | Није се квалификовао  | 23 / 27 (28) |        |
| Јури Флоријани            | 3.000 м препреке | 8:22,62      | 8:33,05 КВ        | 3. у гр. 2        | 8:44,05               | 12 / 27 (28)         |                       |              |        |
| Фабио Черути*             | 4 х 100 м        | 38,17 НР     | 38,71 КВ, НРС     | 1. у гр. 1        | Нису завршили трку    | Нису завршили трку   |                       |              |        |
| Eseosa Desalu²            | 4 х 100 м        | 38,17 НР     | 38,71 КВ, НРС     | 1. у гр. 1        | Нису завршили трку    | Нису завршили трку   |                       |              |        |
| Дијего Марани²            | 4 х 100 м        | 38,17 НР     | 38,71 КВ, НРС     | 1. у гр. 1        | Нису завршили трку    | Нису завршили трку   |                       |              |        |
| Делмас Обоу²              | 4 х 100 м        | 38,17 НР     | 38,71 КВ, НРС     | 1. у гр. 1        | Нису завршили трку    | Нису завршили трку   |                       |              |        |
| Federico Raguni*          | 4 х 100 м        | 38,17 НР     | 38,71 КВ, НРС     | 1. у гр. 1        | Нису завршили трку    | Нису завршили трку   |                       |              |        |
| Jacques Riparelli*        | 4 х 100 м        | 38,17 НР     | 38,71 КВ, НРС     | 1. у гр. 1        | Нису завршили трку    | Нису завршили трку   |                       |              |        |
| Давид Ре²                 | 4 х 400 м        | 3:01,37 НР   | 3:04,74 НРС       | 4. у гр. 1        | Нису се квалификовали | 10 / 16              |                       |              |        |
| Michele Tricca            | 4 х 400 м        | 3:01,37 НР   | 3:04,74 НРС       | 4. у гр. 1        | Нису се квалификовали | 10 / 16              |                       |              |        |
| Лоренцо Валентини²        | 4 х 400 м        | 3:01,37 НР   | 3:04,74 НРС       | 4. у гр. 1        | Нису се квалификовали | 10 / 16              |                       |              |        |
| Матео Галван²             | 4 х 400 м        | 3:01,37 НР   | 3:04,74 НРС       | 4. у гр. 1        | Нису се квалификовали | 10 / 16              |                       |              |        |
| Isalbet Juarez*           | 4 х 400 м        | 3:01,37 НР   | 3:04,74 НРС       | 4. у гр. 1        | Нису се квалификовали | 10 / 16              |                       |              |        |
| Roberto Severi*           | 4 х 400 м        | 3:01,37 НР   | 3:04,74 НРС       | 4. у гр. 1        | Нису се квалификовали | 10 / 16              |                       |              |        |
| Матео Ђупони              | 20 км ходање     | 1:20:58      |                   |                   |                       |                      | 1:25:04               | 19 / 28 (34) |        |
| Ђорђо Рубино              | 20 км ходање     | 1:19:37      | 1:22:07           | 8 / 28 (34)       |                       |                      |                       |              |        |
| Масимо Стано              | 20 км ходање     | 1:23:01      | 1:29:14           | 26 / 28 (34)      |                       |                      |                       |              |        |
| Теодорико Капоразо        | 50 км ходање     | 3:56:45      | 3:58:23 ЛРС       | 20 / 26 (35)      |                       |                      |                       |              |        |
| Марко да Лука             | 50 км ходање     | 3:46:31      | 3:45:25 ЛР        | 7 / 26 (35)       |                       |                      |                       |              |        |
| Jean-Jacques Nkouloukidi  | 50 км ходање     | 3:52:35      | 4:01:12           | 22 / 26 (35)      |                       |                      |                       |              |        |
| Ђанмарко Тамбери          | Скок увис        | 2,31         | 2,19 кв           | 8. у гр. А        |                       |                      | 2,26 ЛРС              | 9 / 23       |        |
| Марко Фасиноти            | Скок увис        | 2,30         | 2,23 кв           | 4. у гр. Б        | 2,26                  | 6 / 23               |                       |              |        |
| Ђузепе Ђибилиско          | Скок мотком      | 5,90 НР      | Без пласмана      | Без пласмана      | Није се квалификовао  | Није се квалификовао |                       |              |        |
| Стефано Тремиљоци         | Скок удаљ        | 8,05         | 4,77              | 14. у гр. А       | Нису се квалификовали | 29 / 29 (30)         |                       |              |        |
| Емануеле Катанија         | Скок удаљ        | 7,98         | 7,31              | 15. у гр. Б       | Нису се квалификовали | 26 / 29 (30)         |                       |              |        |
| Фабрицио Донато           | Троскок          | 17,60 НР     | 16,64 кв          | 3. у гр. А        | 16,66                 | 7 / 21 (23)          |                       |              |        |
| Данијеле Греко            | Троскок          | 17,47        | Није стартовао    | Није стартовао    | Није се квалификовао  | Није се квалификовао |                       |              |        |
| Фабрицио Скембри          | Троскок          | 17,27        | 16,52             | 7. у гр. Б        | 16,02                 | 12 / 21 (23)         |                       |              |        |
| Hannes Kirchler           | Бацање диска     | 65,01        | 59,24             | 13. у гр. А       | Нису се квалификовали | 22 / 26 (30)         |                       |              |        |
| Ђовани Фалочи             | Бацање диска     | 64,77        | 59,04             | 10. у гр. Б       | Нису се квалификовали | 23 / 26 (30)         |                       |              |        |
| Никола Вицони             | Бацање кладива   | 80,50        | 74,26 кв          | 5. у гр. Б        | 73,94                 | 11 / 21 (22)         |                       |              |        |
| Norbert Bonvecchio        | Бацање копља     | 80,37        | 69,38             | 16. у гр. А       | Није се квалификовао  | 30 / 30 (32)         |                       |              |        |

- Такмичари у штафети обележени звездицом су били резерва, а такмичари који су обележени бројем трчали су и у појединачним дисциплинама.

### Жене
| Атлетичарка               | Дисциплина       | Лични рекорд | Квалификације   | Квалификације   | Полуфинале            | Полуфинале            | Финале                | Финале                | Детаљи |
| Атлетичарка               | Дисциплина       | Лични рекорд | Резултат        | Место           | Резултат              | Место                 | Резултат              | Место                 | Детаљи |
| ------------------------- | ---------------- | ------------ | --------------- | --------------- | --------------------- | --------------------- | --------------------- | --------------------- | ------ |
| Одри Ало                  | 100 м            | 11,42        | 11,44 КВ        | 4. у гр. 4      | 11,45                 | 7. у гр. 3            | Нису се квалификовале | 14 / 36 (37)          |        |
| Ирене Сирагуза            | 100 м            | 11,43        | 11,47 кв        | 5. у гр. 5      | 11,53                 | 8. у гр. 2            | Нису се квалификовале | 20 / 36 (37)          |        |
| Ирене Сирагуза            | 200 м            | 23,27        | 23,61 КВ        | 3. у гр. 1      | 23,50                 | 7. у гр. 3            | Нису се квалификовале | 20 / 35               |        |
| Марција Каравели          | 200 м            | 23,16        | 23,27 КВ ЛРС    | 4. у гр. 4      | 23,23 ЛРС             | 5. у гр. 2            | Нису се квалификовале | 12 / 35               |        |
| Мартина Амидеји           | 200 м            | 23,49        | 23,64 кв        | 5. у гр. 5      | 23,51                 | 8. у гр. 1            | Нису се квалификовале | 21 / 35               |        |
| Кјара Бацони              | 400 м            | 52,06        | 52,19 кв, ЛРС   | 1. у гр. 2      | 53,50                 | 7. у гр. 1            | Није се квалификовала | 15 / 29               |        |
| Либанија Гренот           | 400 м            | 50,30 НР     | 51,90 КВ        | 2. у гр. 2      | 51,47 КВ              | 2. у гр. 2            | 51,10                 |                       |        |
| Енрика Марија Спача       | 400 м            | 52,53        | 53,41           | 6. у гр. 4      | Није се квалификовала | Није се квалификовала | Није се квалификовала | 22 / 29               |        |
| Федерика Дел Буоно        | 800 м            | 2:01,80      | Није стартовала | Није стартовала | Није се квалификовала | Није се квалификовала | Није се квалификовала | Није се квалификовала |        |
| Марта Милани              | 800 м            | 2:01,35      | 2:05,64         | 5. у гр. 3      | Није се квалификовала | Није се квалификовала | Није се квалификовала | 23 / 29 (30)          |        |
| Маргерита Мањани          | 1.500 м          | 4:06,05      | 4:17,19         | 10. у гр. 1     |                       |                       | Није се квалификовала | 21 / 25               |        |
| Федерика Дел Буоно        | 1.500 м          | 4:07,56      | 4:10,47 КВ      | 3. у гр. 2      | 4:07,49 ЛР            | 5 / 25                |                       |                       |        |
| Ђулија Виола              | 5.000 м          | 15:40,30     |                 |                 |                       |                       | 15:38,76 ЛР           | 8 / 17                |        |
| Розарија Конзоле          | Маратон          | 2:26:10      | 2:43:40         | 40 / 48 (53)    |                       |                       |                       |                       |        |
| Nadia Ejjafini            | Маратон          | 2:26:15      | 2:32:34         | 12 / 48 (53)    |                       |                       |                       |                       |        |
| Ана Инчерти               | Маратон          | 2:25:32      | 2:29:58         | 6 / 48 (53)     |                       |                       |                       |                       |        |
| Ема Кваља                 | Маратон          | 2:28:15      | 2:32:45 ЛРС     | 14 / 48 (53)    |                       |                       |                       |                       |        |
| Валерија Странео          | Маратон          | 2:23:44 НР   | 2:25:27         |                 |                       |                       |                       |                       |        |
| Дебора Тониоло            | Маратон          | 2:28:31      | 2:33:02         | 16 / 48 (53)    |                       |                       |                       |                       |        |
| Марција Каравели          | 100 м препоне    | 12,85        | 12,98 КВ, ЛРС   | 3. у гр. 2      | 13,06                 | 7. у гр. 1            | Није се квалификовала | 11 / 30 (31)          |        |
| Yadisleidy Pedroso        | 400 м препоне    | 54,44 НР     | 56,75 КВ        | 3. у гр. 4      | 56,07 КВ              | 3. у гр. 2            | 55,90                 | 5 / 24 (26)           |        |
| Валерија Рофино           | 3.000 м препреке | 9:53,82      | 10:07,58        | 3. у гр. 2      |                       |                       | Није се квалификовала | 17 / 21 (22)          |        |
| Марција Каравели²         | 4 х 100 м        | 43,04 НР     | 43,29 кв, НРС   | 4. у гр. 1      | 43,26 НРС             | \| 4 / 15 (16)        |                       |                       |        |
| Ирене Сирагуза²           | 4 х 100 м        | 43,04 НР     | 43,29 кв, НРС   | 4. у гр. 1      | 43,26 НРС             | \| 4 / 15 (16)        |                       |                       |        |
| Мартина Амидеји²          | 4 х 100 м        | 43,04 НР     | 43,29 кв, НРС   | 4. у гр. 1      | 43,26 НРС             | \| 4 / 15 (16)        |                       |                       |        |
| Одри Ало²                 | 4 х 100 м        | 43,04 НР     | 43,29 кв, НРС   | 4. у гр. 1      | 43,26 НРС             | \| 4 / 15 (16)        |                       |                       |        |
| Martina Giovanetti*       | 4 х 100 м        | 43,04 НР     | 43,29 кв, НРС   | 4. у гр. 1      | 43,26 НРС             | \| 4 / 15 (16)        |                       |                       |        |
| Johanelis Herrera Abreu*  | 4 х 100 м        | 43,04 НР     | 43,29 кв, НРС   | 4. у гр. 1      | 43,26 НРС             | \| 4 / 15 (16)        |                       |                       |        |
| Кјара Бацони²             | 4 х 400 м        | 3:25,71 НР   | 3:31,31 КВ      | 3. у гр. 1      | 3:28,30               | 7 / 16                |                       |                       |        |
| Марија Енрика Спача²      | 4 х 400 м        | 3:25,71 НР   | 3:31,31 КВ      | 3. у гр. 1      | 3:28,30               | 7 / 16                |                       |                       |        |
| Елена Бонфанти            | 4 х 400 м        | 3:25,71 НР   | 3:31,31 КВ      | 3. у гр. 1      | 3:28,30               | 7 / 16                |                       |                       |        |
| Либанија Гренот²          | 4 х 400 м        | 3:25,71 НР   | 3:31,31 КВ      | 3. у гр. 1      | 3:28,30               | 7 / 16                |                       |                       |        |
| Марија Бенедикта Кигболу* | 4 х 400 м        | 3:25,71 НР   | 3:31,31 КВ      | 3. у гр. 1      | 3:28,30               | 7 / 16                |                       |                       |        |
| Федерика Куријаци         | 20 км ходање     | 1:35:59      |                 |                 |                       |                       | 1:35:48 ЛР            | 22 / 29               |        |
| Елеонора Ана Ђорђи        | 20 км ходање     | 1:27:05 НР   | 1:28:28         | 5 / 29          |                       |                       |                       |                       |        |
| Антонела Палмизано        | 20 км ходање     | 1:27:51      | 1:28:43         | 7 / 29          |                       |                       |                       |                       |        |
| Алесија Трост             | Скок увис        | 1,98         | 1,89 кв         | 3. у гр. Б      |                       |                       | 1,90                  | =9 / 22 (23)          |        |
| Сонија Малавизи           | Скок мотком      | 4,42         | 4,25            | 9. у гр. А      | Нису се квалификовале | =17 / 27 (29)         |                       |                       |        |
| Роберта Бруни             | Скок мотком      | 4,45         | 4,25            | 13. у гр. Б     | Нису се квалификовале | 22 / 27 (29)          |                       |                       |        |
| Танија Винченцино         | Скок удаљ        | 6,65         | 6,22            | 10. у гр. Б     | Нису се квалификовале | 20 / 27 (28)          |                       |                       |        |
| Дарија Деркач             | Троскок          | 13,92        | 13,06           | 11. у гр. А     | Нису се квалификовале | 21 / 23               |                       |                       |        |
| Кјара Роза                | Бацање кугле     | 19,15 НР     | 16,76 кв        | 11.             | 18,10                 | 5 / 16                |                       |                       |        |
| Валентина Анибали         | Бацање диска     | 57,73        | 53,60           | 8. у гр. Б      | Није се квалификовала | 13 / 16               |                       |                       |        |

- Такмичарке у штафети обележене звездицом су се такмичиле у квалификацијама а такмичарке означене бројем учествовале су и у појединачним дисциплинама.